# 국립 요요기 경기장
국립 요요기 경기장(国立代々木競技場)은 도쿄도 시부야구 요요기 공원에 있는 실내 경기장으로 서스펜션 루프 디자인으로 유명하다.

## 건설
도쿄에서 개최된 1964년 하계 올림픽의 경기장 가운데 하나로 설립되었다.

## 갤러리

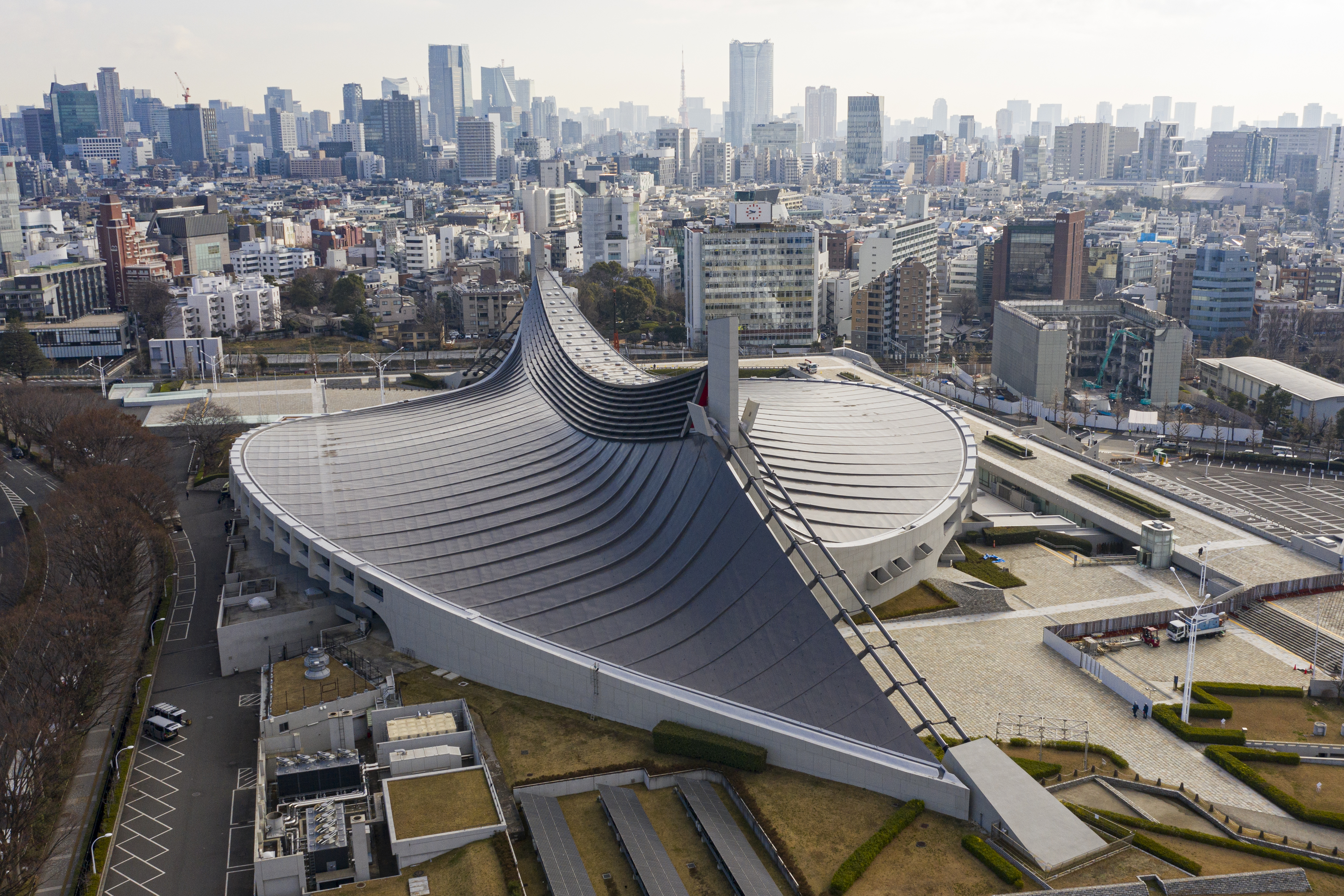
Yoyogi National Gymnasium
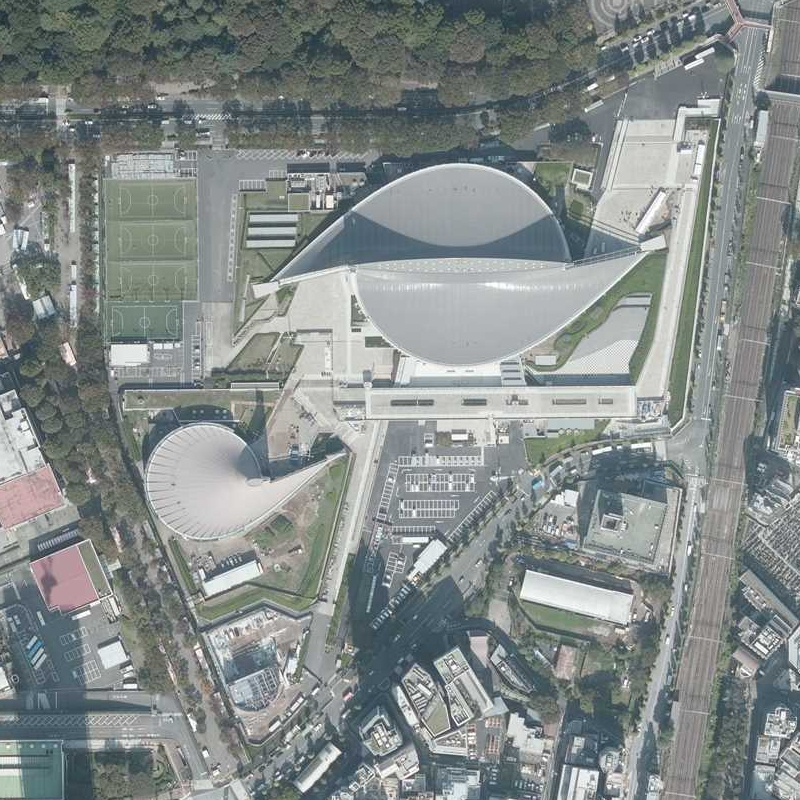
경기장 공중 사진(2019년 11월 1일 촬영)
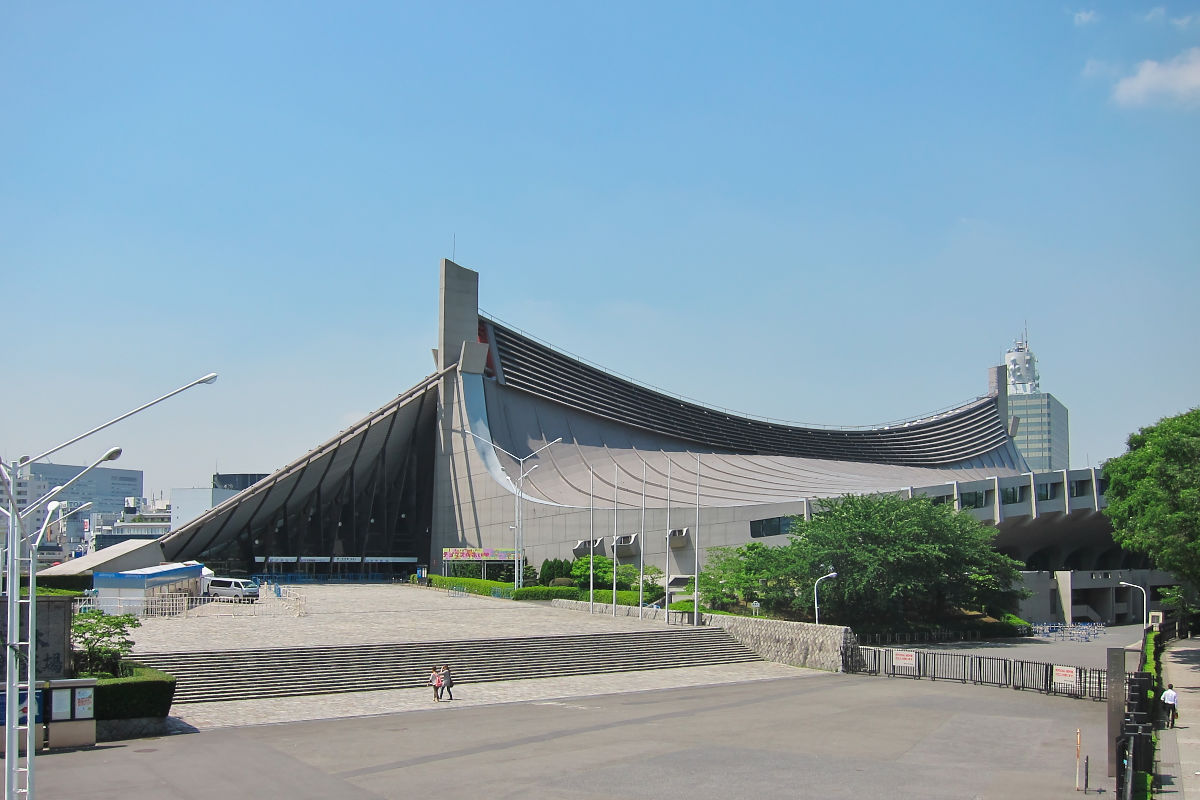
제1체육관
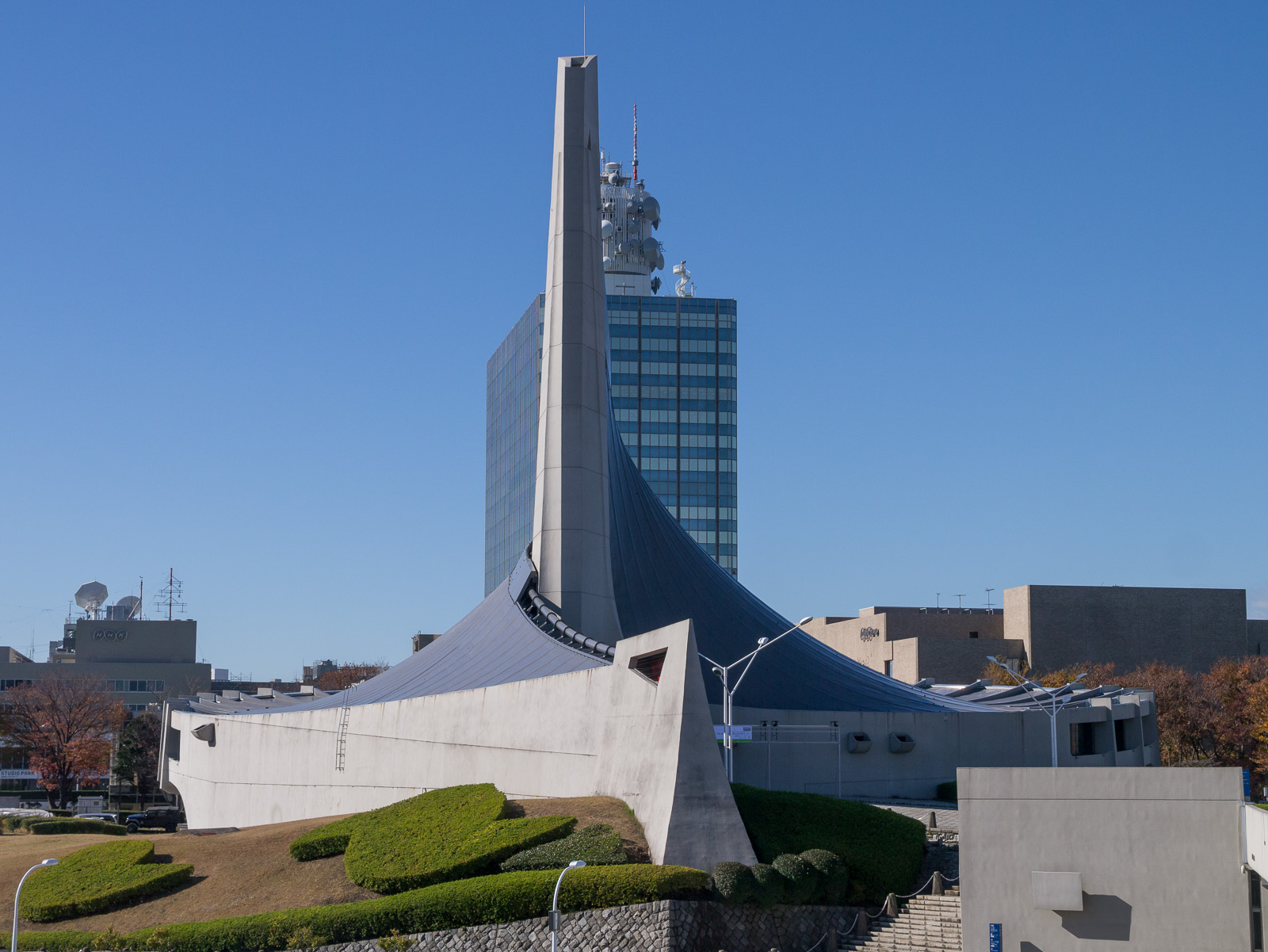
제2체육관
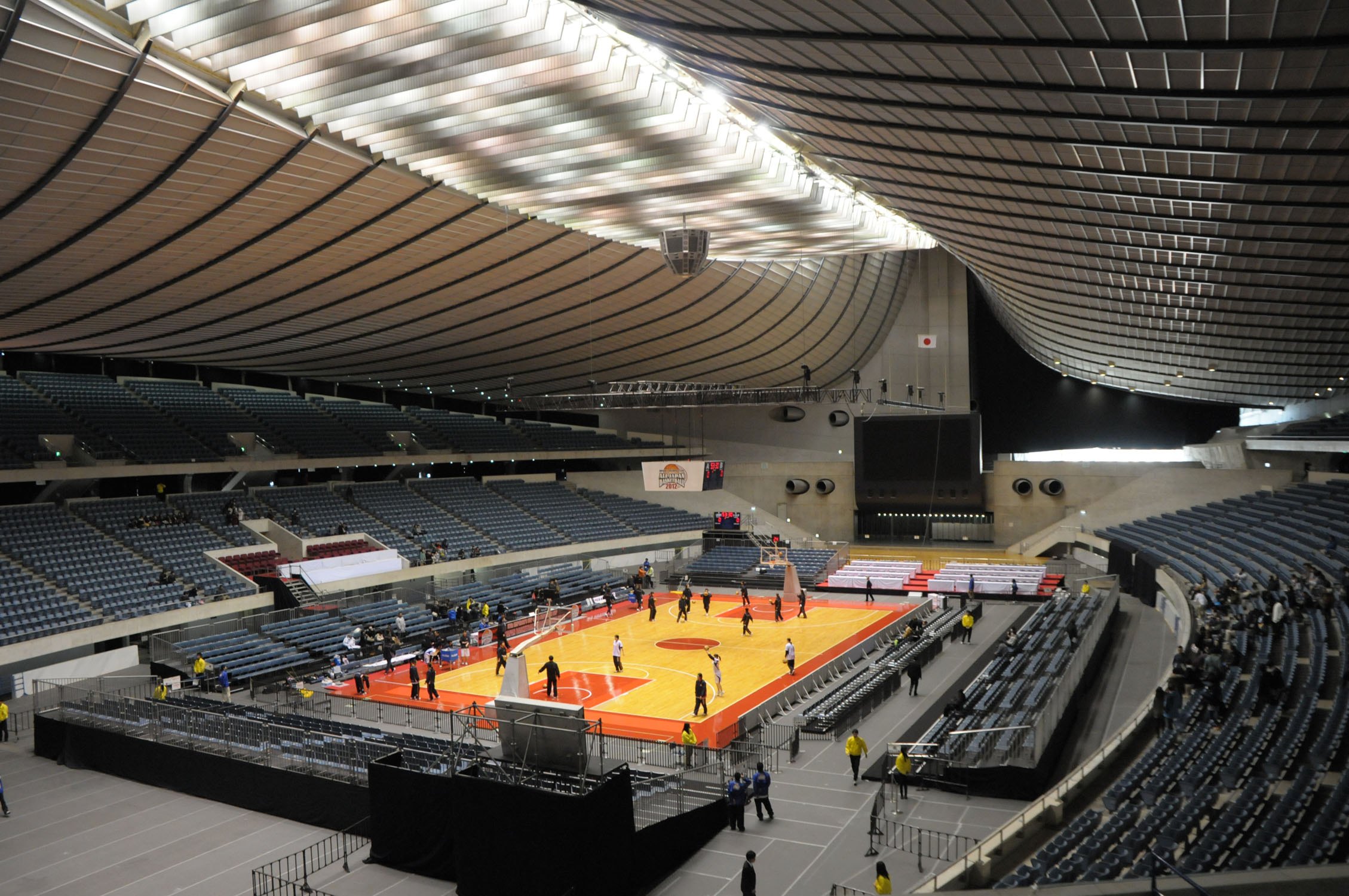
요요기 제1체육관 내부
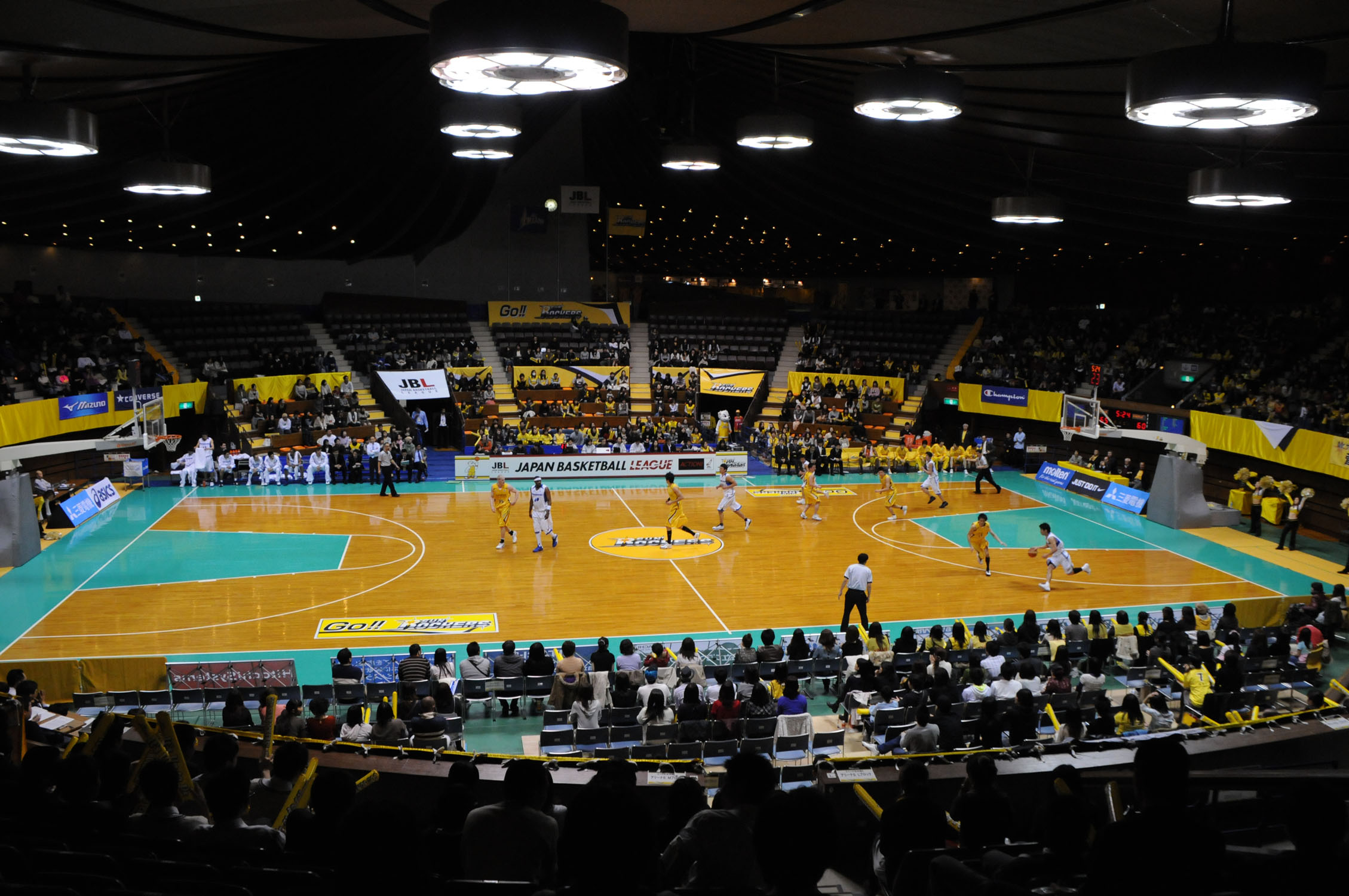
요요기 제2체육관 내부